# Hilarempis inerma
Hilarempis inerma är en tvåvingeart som beskrevs av Smith 1969. Hilarempis inerma ingår i släktet Hilarempis och familjen dansflugor. Inga underarter finns listade i Catalogue of Life.